# Aeropuerto Internacional de Rio Branco
El Aeropuerto Internacional de Rio Branco está ubicado en la zona rural del municipio de Río Branco, en el estado Brasileño de Acre, a 25 km del centro de la ciudad. Fue construido al final de la década de 1990, porque el área del antiguo aeropuerto fue devuelta por la justicia a su verdadero dueño. El aeropuerto de Río Branco atiende la aviación doméstica, internacional, general y militar, con operación de compañías aéreas regulares y taxis aéreos. La terminal está preparada para recibir 320 mil pasajeros por año y realiza cerca de 14 operaciones diarias.

## Historia
El Aeropuerto Internacional Presidente Médici se encontraba obsoleto cuando la justicia decidió que el área debería cambiar para su dueño, un particular. Las obras del nuevo aeropuerto tuvieron que ser rápidamente comenzadas. Su inauguración fue en 22 de noviembre de 1999. 

## Destinos
| Aerolíneas                   | Ciudades                                                                                      | Alianza |
| ---------------------------- | --------------------------------------------------------------------------------------------- | ------- |
| GOL Líneas Aéreas 6 destinos | Nacionales: (6) Brasilia / Cruzeiro do Sul / Fortaleza / Manaus / Porto Velho / São Paulo-GRU | N/A     |
| LATAM Brasil 1 destino       | Nacional: (1) Brasilia                                                                        | N/A     |

## Movimiento
| Año  | Movimiento (pasajeros) | %        |
| ---- | ---------------------- | -------- |
| 2003 | 130.805                | ---      |
| 2004 | 158.096                | + 20,8%  |
| 2005 | 206.637                | + 30,7%  |
| 2006 | 270.665                | + 30,9%  |
| 2007 | 313.987                | + 16%    |
| 2008 | 302.551                | - 3,6%   |
| 2009 | 325.365                | + 2,4%** |

Obs: *Estadísticas hasta noviembre de 2009
**Comparación con el mismo período del año 2008 (enero) - (agosto)

## Táxi-aéreo
Rio Branco Aero Taxi
- Destinos: Tarauacá y Feijó

## Servicios
- DAC
- Secretaría de Hacienda
- Vigilancia Sanitaria